# Caldas de Reis
Caldas de Reis település Spanyolországban, Pontevedra tartományban. Caldas de Reis Moraña, Portas, Vilanova de Arousa, Vilagarcía de Arousa, Catoira, Valga és Cuntis községekkel határos. Lakosainak száma 9614 fő (2024).

## Népesség
A település népessége az elmúlt években az alábbi módon változott:
| Lakosok száma | 9453 | 9522 | 9796 | 10 036 | 10 008 | 9895 | 9825 | 9785 | 9678 | 9614 |
|               | 2001 | 2004 | 2007 | 2009   | 2012   | 2014 | 2017 | 2019 | 2022 | 2024 |